# برت پرونک
برت پرونک (هلندی: Bert Pronk؛ ۲۴ اکتبر ۱۹۵۰ – ۱۵ مارس ۲۰۰۵ (aged 54)) ورزشکار ورزش دوچرخه‌سواری اهل هلند بود.
از باشگاه‌هایی که در آن رکاب زده‌است می‌توان به تی‌آی-رالی، و تی‌آی-رالی، اشاره کرد.